# Dušan Bosnić
Dušan Bosnić bio je hrvatski profesionalni športaš, hrvač, državni prvak i državni reprezentativac lake atletike u tadašnjoj Kraljevini Jugoslaviji. Rodio se u mjestu Rakovici (Karlovačka županija, Republika Hrvatska)1906. godine. Vjenčao se 1931. godine. Dušan Bosnić i supruga Katarina su 1932. godine dobili sina Strahimira. 
Dušan Bosnić umro je u dobi od 28 godina, 2. lipnja 1934. u Zagrebu. Najvjerojatnije od upale pluća nakon jednog natjecanja. S obzirom na status profesionalnog športaša pokopan je prema zaslugama 4. lipnja 1934. godine na groblju Mirogoj u Zagrebu. Kasnije su njegovi ostatci eshumirani i smješeni u zajedničku grobnicu posmrtnih ostataka eshumiranih iz grobova na Mirogoju.